# ゴルコン
ゴルコン(Gorkon)はアメリカ映画『スタートレックVI 未知の世界』に登場する架空の人物（クリンゴン人）。23世紀、クリンゴン帝国最高評議会で宰相を務めた。デビッド・ワーナーが演じた。
2293年、クロノスの衛星プラクシスが爆発し、クリンゴン帝国の危機がせまるとかねてからの長らく敵対関係にあった惑星連邦との本格的な和平を打ち出した。しかし両勢力のなかでこれをよしとしない惑星連邦やクリンゴン帝国の者たちやロミュランがグルになった陰謀で暗殺され、事態はかえって険悪となる。後任の宰相となった娘アゼドバー(Azetbur)が父の路線を引き継ぎ、暗殺の罪をきせられたジェイムズ・カークとレナード・マッコイらが汚名を返上したことで、和平が実現した（キトマー条約）。
和平交渉に向かうクリンゴン航宙艦<クロノス･ワン>が、エスコートの任務を命ぜられたカーク艦長指揮下のエンタープライズAからの光子魚雷攻撃を受けた（事実ではないが）。被弾と同時に艦の人工重力を失ったためクルーは行動不能に陥り、連邦の制服を着て重力ブーツを履いた暗殺者の持つ火炎型フェイザー銃により致命的な傷を負う。
実際にカークと対面してからは、彼が息子を殺し、恋人を含む多数の民間人に重傷を負わせたクリンゴンという種族に対して憎しみを抱きつつも、それを抑えて平和への道筋をつけることを優先しようとしている事を見抜き、やはり理性的で聡明な人物であると信頼するようになった。
クリンゴン大使カメルグは艦の被弾直後に「カークか！？」と疑ったが、ゴルコンは即座に「（違う！カークではない！！）」と悟っている。結局のところ、カークに連れられて転送乗艦した艦医のマッコイの治療の甲斐なく死亡してしまうが、この様にゴルコンの人徳の高さが表現されている。
24世紀、ボーグ侵攻時にアリーナ・ナチェフが指揮したエクセルシオール級の宇宙艦U.S.S.ゴルコン(NCC-40512)は彼にちなんでいる。